# Hello, It's Mz. Hyde
Hello, It's Mz. Hyde è un EP del gruppo hard rock statunitense Halestorm. Pubblicato poco tempo prima dell'album The Strange Case Of..., contiene quattro tracce incluse nel secondo album del gruppo.

## Tracce
1. Love Bites (So Do I) – 3:12
2. Rock Show – 3:19
3. Daughters of Darkness – 3:55
4. Here's to Us – 2:57

## Formazione
- Lzzy Hale - voce, chitarra
- Arejay Hale - batteria, cori
- Joe Hottinger - chitarra, cori
- Josh Smith - basso, cori